# Liste des épisodes de Shaun le mouton
 (août 2025).
La mise en forme du texte ne suit pas les recommandations de Wikipédia : il faut le « wikifier ».
Les points d'amélioration suivants sont les cas les plus fréquents. Le détail des points à revoir est peut-être précisé sur la page de discussion.
- Les titres sont pré-formatés par le logiciel. Ils ne sont ni en capitales, ni en gras.
- Le texte ne doit pas être écrit en capitales (les noms de famille non plus), ni en gras, ni en italique, ni en « petit »…
- Le gras n'est utilisé que pour surligner le titre de l'article dans l'introduction, une seule fois.
- L'italique est rarement utilisé : mots en langue étrangère, titres d'œuvres, noms de bateaux, etc.
- Les citations ne sont pas en italique mais en corps de texte normal. Elles sont entourées par des guillemets français : « et ».
- Les listes à puces sont à éviter, des paragraphes rédigés étant largement préférés. Les tableaux sont à réserver à la présentation de données structurées (résultats, etc.).
- Les appels de note de bas de page (petits chiffres en exposant, introduits par l'outil «  Source ») sont à placer entre la fin de phrase et le point final[comme ça].
- Les liens internes (vers d'autres articles de Wikipédia) sont à choisir avec parcimonie. Créez des liens vers des articles approfondissant le sujet. Les termes génériques sans rapport avec le sujet sont à éviter, ainsi que les répétitions de liens vers un même terme.
- Les liens externes sont à placer uniquement dans une section « Liens externes », à la fin de l'article. Ces liens sont à choisir avec parcimonie suivant les règles définies. Si un lien sert de source à l'article, son insertion dans le texte est à faire par les notes de bas de page.
- La présentation des références doit suivre les conventions bibliographiques. Il est recommandé d'utiliser les modèles {{Ouvrage}}, {{Chapitre}}, {{Article}}, {{Lien web}} et/ou {{Bibliographie}}. Le mode d'édition visuel peut mettre en forme automatiquement les références.
- Insérer une infobox (cadre d'informations à droite) n'est pas obligatoire pour parachever la mise en page.

Pour une aide détaillée, merci de consulter Aide:Wikification.
Si vous pensez que ces points ont été résolus, vous pouvez retirer ce bandeau et améliorer la mise en forme d'un autre article.
Ceci est la liste détaillée des épisodes de la série télévisée britannique pour enfants Shaun le mouton (Shaun the Sheep). L'ensemble des épisodes ont été diffusés sur la BBC. Les saisons 1 à 4 sont disponibles en DVD.

## Saison 1 (2007-2008)

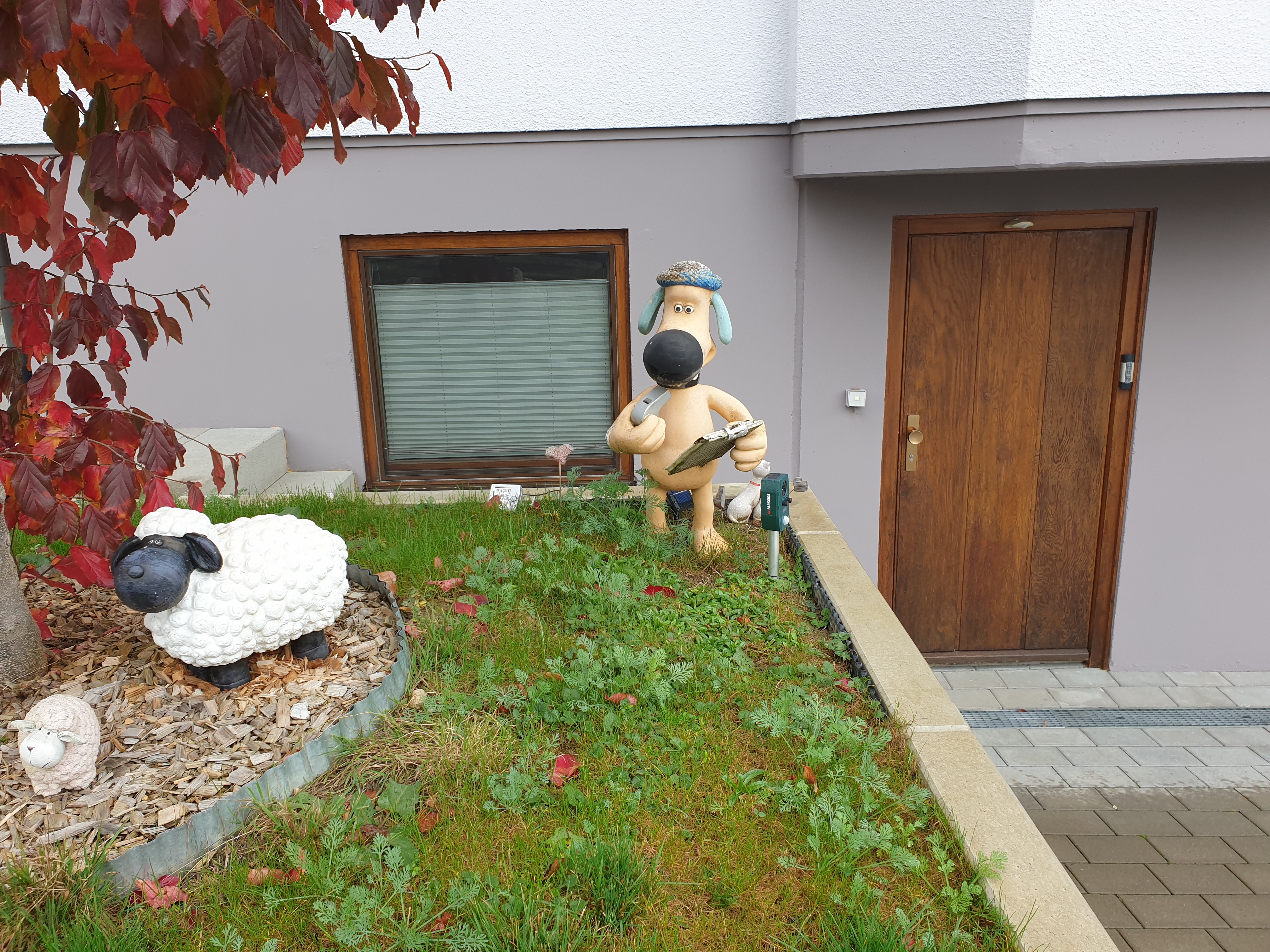
Statue du chien Bitzer, avec son sifflet et son porte-bloc, à côté de la statue d'un mouton (à Reutlingen en Allemagne).

### Partie 1
1. Partie de foot (Off The Baa!)
2. L'heure du bain (Bathtime)
3. Cours de fitness / Un peu d'exercice (Shape Up with Shaun)
4. L'Ours De Timmy / Operation Doudou (Timmy in a Tizzy)
5. Mission pommes (Scrumping)
6. Nature morte / Peinture sur l'herbe (Still Life)
7. La chèvre (Mower Mouth)
8. Pizza pour tous / Mission pizzas ! (Takeaway)
9. Le taureau (The Bull)
10. La Danse de Shaun / Soiree Dansante (Saturday Night Shaun)
11. Le cerf-volant (The Kite)
12. Le film d'horreur (Little Sheep of Horrors)
13. Les Abeilles (Buzz off Bees)
14. Jour de tonte (Fleeced)
15. L'appareil photo (Shaun Shoots the Sheep)
16. Timmy Acrobate (Big Top Timmy)
17. Va chercher ! (Fetching)
18. La taupe (Mountains Out of Molehills)
19. Mère poule (Who's the Mummy?)
20. Bruits étranges dans la nuit (Things That Go Bump)

### Partie 2
1. Abracadabra (Abracadabra)
2. La fête foraine (Sheep on the Loose)
3. La grande lessive (Washday)
4. Le visiteur / Le visiteur de l'espace (The Visitor)
5. Shaun le fermier (Shaun the Farmer)
6. Rage de dent (Tooth Fairy)
7. Les pieds dans le Béton (Bitzer Puts His Foot in It)
8. Le hoquet (Hiccups)
9. La piscine (If You Can't Stand the Heat)
10. Shaun est somnambule (Sheepwalking)
11. Le sac poubelle (Tidy Up)
12. La nièce du fermier (The Farmer's Niece)
13. Le Campeur (Camping Chaos)
14. Le robot-chien (Helping Hound)
15. Moutons mecaniciens (Troublesome Tractor)
16. Super glue (Stick with Me)
17. Le détecteur de métaux (Heavy Metal Shaun)
18. Ronflements (Snore-Worn Shaun)
19. Petits garnements (Shaun Encounters)
20. Le sauvetage de l'arbre (Save the Tree)

## Saison 2 (2009-2010)

### Partie 1
1. Shaun le fermier (Double Trouble)
2. Foin à la ligne (Draw the Line)
3. Une nuit de cochon (Sheepless Nights)
4. Un ressort pour Timmy (Spring Lamb)
5. Danse interdite! (Strictly no Dancing)
6. Mini-Golf (Who's the Caddy?)
7. À la recherche de la perruque perdue (Hair Today, Gone Tomorrow)
8. La cornemuse (Bagpipe Buddy)
9. Timmy le géant (Supersize Timmy)
10. Enfermé dehors! (Lock Out)
11. Petit félin, gros malin (Cheetah Cheater)
12. Les lunettes (Ewe've been Framed)
13. Le nouveau chapeau de Bitzer (Bitzer's New Hat)
14. La petite souris (Hide and Squeak)
15. Le dîner romantique (Frantic Romantic)
16. Tout doit disparaître! (Everything Must Go)
17. Une drôle de fête (Party Animals)
18. Sacrés martiens! (Cat Got Your Brain)
19. Le coup de foudre (Two's Company)
20. À la Niche! (In the Doghouse)

### Partie 2
1. Le bateau du pirate (The Boat)
2. Voyage en ballon (What's Up, Dog?)
3. Shaun cherche le coq (Cock a Doodle Shaun)
4. Remise en forme pour Bitzer (Bitzer's Basic Training)
5. Sculpture (Chip off the old Block)
6. Les cochons dirigent tout (Pig Trouble)
7. Un monstre dans la mare (Bitzer from the Black Lagoon)
8. Les canards zébrés du Serengeti (Zebra Ducks of the Serengeti)
9. Jazz à la ferme (Whistleblower)
10. La course poursuite (The Big Chase)
11. La pie voleuse (The Magpie)
12. La photo Volée de Pidsley (Operation Pidsley)
13. L'inspecteur et la bagarre (Pig Swill Fly)
14. La Shirley roulante (Shirley Whirley)
15. Le renard et l'agneau (Foxy Laddie)
16. Le billard (Shaun Goes Potty)
17. La grande roue (An Ill Wind)
18. Au coin du feu (Fireside Favourite)
19. Enneigés (Snowed In)
20. Le Noël des amis (We Wish Ewe A Merry Christmas)

### Commentaires
Une erreur de traduction a eu lieu pour le titre de l'épisode Double Trouble (Saison 2, épisode 1).
Il a été nommé Shaun le fermier, c'est-à-dire comme le 25e épisode de la première saison.

## Saison 3 (2010-2015)
1. L'impasse (The Stand Off)
2. La noix de coco (The Coconut)
3. Le berger (The Shepherd)
4. Ill reste encore une trace (You Missed A Bit)
5. A vos bombes (Let's Spray)
6. Le corbeau (The Crow)
7. Shaun, le fugitif (Shaun The Fugitive)
8. Difficile à avaler (Hard to Swallow)
9. Mission impossible (Mission Inboxible)
10. Plus de grange (Bye Bye Barn)
11. Le match de baseball (The Rounders Match)
12. Soirée de souvenirs (Film Night)
13. Les fossiles (Fossils)
14. Le skateboard (The Skateboard)
15. Le piano (The Piano)
16. La pose (The Snapshot)
17. Une chaleur torride (Prickly Heat)
18. Le deltaplane (The Hang Glider)
19. Les ombres chinoises (The Shadow Play)
20. Un taureau contre un mouton (Bull Vs. Wool)

### Commentaires
Le classement est différent en français : l'épisode 5 « A vos bombes » devient l'épisode 20. À partir de l'épisode 6 « Le corbeau », tous les épisodes avancent d'un rang.

## Saison 4 (2016-2017)

### Partie 1
1. Cônes de glace (Cones)
2. Le besoin urgent d'un extra-terrestre (Caught Short Alien)
3. Joyeux anniversaire Timmy (Happy Birthday Timmy!)
4. Le génie (The Genie)
5. TV en 3D (3DTV)
6. Le fermier puant (The Smelly Farmer)
7. Bricolage (DIY)
8. Le lapin (The Rabbit)
9. Le précieux ticket (Prize Possession)
10. L'araignée (The Spider)
11. Le tic de fou (The Looney Tic)
12. Attention travaux (Men at Work)
13. L'exposition canine (The Dog Show)
14. La pièce manquante (Missing Piece)
15. Le documentaire animalier (Wildlife Watch)
16. Le pélican (The Pelican)
17. Le vilain garçon (Bad Boy)
18. Télécommande (Remote Control)
19. Le faux fermier (Phoney Farmer)
20. Un jour sans fin (Ground Dog Day)

### Partie 2
1. L'intrus (The Intruder)
2. Une journée dans la peau de Bitzer (Bitzer for a Day)
3. Le secret de Bitzer (Bitzer's Secret)
4. Menace du braconnier sur le match de ping-pong (Ping-Pong Poacher)
5. Des talents cachés (Hidden Talents)
6. Une photo parfaite (Picture Perfect)
7. Sauver la décharge (Save the Dump)
8. Alerte aux canards ! (Duck!)
9. Le regard fixe (The Stare)
10. Des fruits et des fous (Fruit and Nuts)

## Saison 5 (2017-2018)
1. Hors service (Out Of Order)
2. Des livraisons dangereuses (Dangerous Deliveries)
3. Avis de recherche (Wanted)
4. Le type insolent (Rude Dude)
5. Le neveu du fermier (The Farmer's Nephew)
6. Un étrange pensionnaire (A Prickly Problem)
7. Check-list (Cheklist)
8. Le nouveau sifflet de Bitzer (Bitzer's New Whistle)
9. Timmy et le dragon (Timmy And The Dragon)
10. Éleveur de moutons (Sheep Farmer)
11. Le karma du fermier (Karma Farmer)
12. La fête du fermier (Happy Farmer's Day)
13. Guerre de territoire (Turf Wars)
14. Un problème épineux (Dodgy Lodger)
15. Trouble-fête (Spoilsport)
16. Une tête des mauvais jours (Baa-d Hair Day)
17. Préserver la paix (Keeping The Peace)
18. Retour à l'expéditeur (Return To Sender)
19. Bitzer le baby-sitter (Babysitter Bitzer)
20. Le cône de la honte (Cone Of Shame)

## Saison 6 (2019-2021)
1. Une beeeeeeeeeeelle Margharita (Baa-gherita)
2. Enquête à Mossy (CSI Mossy)
3. Bien dans ses baskets (Box Fresh)
4. Super Mouton (Super Sheep)
5. Tour de Mossy Bottom (Tour de Mossy Bottom)
6. Sauvetage de peluche (Teddy Heist)
7. # farmstar (#farmstar)
8. Ecureuil chapardeur (Squirrelled Away)
9. Bitzer, pilote de l'extrême (Space Bitzer)
10. La chèvre perdue (Get your Goat)
11. Plus vite Bitzer ! (Go Bitzer Go!)
12. Porc Primé (Prize Porker)
13. Sauvons l'étang (Pond Life)
14. Les cochons mènent la danse (Hot to Trotter)
15. Gîte de caractère (Room with a Ewe)
16. Livraison express (Express Delivery)
17. L'oie s'en va (Sheep Sheep Goose)
18. Problème de bobine (Costume Drama)
19. Le zoo de Mossy Bottom (Farm Park)
20. Citrouille en danger (Pumpkin Peril)

### Commentaires
Le classement est différent en français. Ici, c'est celui donnée sur le site de France.tv.
La sixième saison a commencé à être diffusée en 2020 sur Netflix sous le titre Shaun le mouton : Les Aventures à la ferme.
En France, plusieurs épisodes ont été diffusés au cinéma au sein de programmes de courts métrages.
La série a réduit les apparitions du taureau, prolongeant à la place l'apparition de la chèvre. De nouveaux personnages sont apparus dans la série, comme Stash l'écureuil et Farmer Ben, ce qui a également eu une incidence sur la nouvelle introduction, qui comporte désormais trois variantes différentes.